# Жданько, Станислав Алексеевич
Станислав Алексеевич Жданько (12 июля 1953, Черепаново — 13 апреля 1978, Москва) — советский актёр театра и кино.

## Биография
Станислав Жданько родился 12 июля 1953 года в городе Черепаново Новосибирской области, в простой семье.
После окончания школы поступил в Новосибирское театральное училище, но затем перевёлся в Москву в Щукинское училище.
1976—1978 — актёр театра имени Евгения Вахтангова.
Состоял в незарегистрированном браке с актрисой Валентиной Малявиной (1941—2021).

### Смерть
13 апреля 1978 года 24-летний Станислав Жданько погиб от удара кухонным ножом в грудь. Гражданская жена Станислава Валентина Малявина утверждала, что он заколол себя ножом сам в состоянии психического расстройства. Друг Станислава актёр Николай Попков (Глинский), выслушав версию Малявиной, пришёл к выводу, что она лжёт, и обратился к адвокату.
Однако в ноябре 1978 года дело о смерти Жданько было прекращено, смерть признали самоубийством. Согласно данным Николая Попкова, при этом из дела исчез первый допрос Малявиной. Кроме того, Малявина принесла следователям некую «предсмертную записку» Станислава, написанную не его почерком. Адвокат написала жалобу, и дело снова возбудили.
Затем дело несколько раз прекращалось и затем снова возбуждалось. Кроме «предсмертной записки» был утерян нож (орудие убийства), протоколы допроса свидетелей и одежда, в которую был одет Станислав в день убийства. За Малявину вступились Ролан Быков, Олег Стриженов, Елена Санаева и другие известные люди искусства.
Возможности для пересмотра дела Малявиной появились после смерти в ноябре 1982 года Л. И. Брежнева и освобождения в декабре того же года от должности министра внутренних дел Н. А. Щёлокова, когда по инициативе Ю. В. Андропова в органах милиции и прокуратуры начались комплексные проверки и вскрылись многочисленные злоупотребления.
Следователь Станислав Александрович Мишин, занимавшийся делом Малявиной, был уволен из органов и привлечён к уголовной ответственности в качестве обвиняемого за «многочисленные фальсификации».
В 1983 году расследование ускорилось. Была назначена экспертиза, которая установила, что смерть не могла быть самоубийством. Валентина Малявина была признана виновной в убийстве и приговорена к 9 годам лишения свободы. Провела пять лет в тюрьме, вышла в 1988 году по амнистии в честь 70-летнего юбилея Октябрьской революции. В ряде источников ошибочно сообщалось о реабилитации актрисы.
Похоронен актёр в селе Ярки Черепановского района Новосибирской области.

## Увековечение памяти
Имя Станислава Жданько присвоено Дворцу культуры Черепановского района Новосибирской области. На здании также установлена мемориальная доска, посвящённая актёру.

## Роли в театре
- «Молодость театра» — Пантелеймон Игнатович
- «Фронт» — Свечка
- «Конармия» — Лёвка Козин
- «Ожидание» — Валерик
- «День-деньской» — Алексей Темерин

## Фильмография
- 1976 — Несовершеннолетние — Костя Сила
- 1976 — Время выбрало нас — лейтенант Небылович
- 1977 — Человек с ружьём — Стамескин
- 1978 — Ошибки юности — Митя Гурьянов